# Passerella
Passerella és un dels gèneres d'ocells, de la família dels passerèl·lids (Passerellidae).

## Taxonomia
Segons la classificació del Congrés Ornitològic Internacional (versió 13.2, 2023),aquest gènere conté 4 espècies:
- Passerella iliaca - sit vulpí rogenc.
- Passerella unalaschcensis - sit vulpí fuliginós.
- Passerella schistacea - sit vulpí pissarrós.
- Passerella megarhyncha - sit vulpí becgròs.

No hi ha un consens sobre les espècies i subespècies que componen aquest gènere. Algunes autoritats taxonòmiques inclouen també Passerella arborea (sit vulpí arbori) com una cinquena subespècie o d'altres consideren el que s'anomenaria sit vulpí com a una sola espècie i la resta subespècies.
La Llista d'ocells del món de l'IOC/Birds of the World: Recommended English Names, la BirdLife International o l'ITIS tracten cadascun dels quatre grups de subespècies com espècies separades, mentre que eBird/The Clements Checklist of Birds of the World o el The Howard and Moore Complete Checklist of the Birds of the World actualment (2023) tracten el complex com una sola espècie.